# Calypso (telenowela)
Calypso – wenezuelska telenowela wyemitowana w 1999 roku przez Venevisión. Serial składa się z 80 odcinków. W rolach głównych wystąpili Chiquinquirá Delgado i Luis Fernández. Piosenkę "El poder de tu amor" śpiewał Ricardo Montaner.

## Wersja polska
W Polsce serial był emitowany w telewizji Zone Romantica.

## Opis fabuły
Calypso to malownicza karaibska wyspa, na której co roku obchodzi się Dzień Świętego Salvadora, patrona wyspy i pomyślnych łowów. Królową festiwalu w tym roku została Maria Margarita (Johanna Morales), siostra Margarity Luisy (Chiquinquirá Delgado). Zrozpaczona z powodu, że nie wygrała konkursu udaje się na plażę, gdyż właśnie mija rok, jak morze na zawsze zabrało jej ukochanego Ernesto Lopeza (Alberto Alifa). Tam odnajduje ciało nieprzytomnego mężczyzny, którego fala wypchnęła na brzeg. Gdy tylko się poznali od razu się w sobie zakochali. Niestety Maria Margarita także zakochuje się w Simonie Vargasie (Luis Fernandez). Od teraz siostry będą walczyły o uczucia jednego mężczyzny.

## Obsada
- Chiquinquirá Delgado jako Margarita Luisa Volcan - La Grande
- Luis Fernández jako Simon Vargas
- Flor Nuñez jako Otilia Gades
- Alberto Alifa jako Ernesto Lopez Larazabal
- Karl Hoffman jako Jacinto Lara
- Felix Loreto jako Wenceslao Lugones
- Eileen Abad jako Yolanda Pujol de Martinez
- Juan Manuel Laguardia jako Francisco "el caco" Aguirre
- Marian Valero jako Helena Mendoza
- Beatriz Vasquez jako Manuela Rojo
- Marcos Moreno jako Capitan Jacobo Carmona
- Zoe Bolivar jako Dionisia
- Javier Paredes jako Cabo Flores
- Rolando Padilla jako Padre Braulio
- Yvan Romero jako Plinio
- Daniel Garcia jako Rafael Manrique
- Mirtha Perez jako La Maga
- Jose Oliva jako Lorenzo Volcan
- Johanna Morales jako Maria Margarita Volcan - La Bella
- Aileen Celeste jako Clara Rosa
- Giovanni Reali jako Pablo Gamboa
- Laura Altieri jako Laura de Gamboa
- Jose Luis Zuleta jako Canelon
- Ralph Kinnard jako Klaus
- Aniuska Lopez jako Mileydis
- Ronny Martinez jako Catire
- Maria Luisa Lamata jako Tia Cecilia